# Föderaler Dienst für die Aufsicht im Bereich der Kommunikation, Informationstechnologie und Massenkommunikation
Der Föderale Dienst für die Aufsicht im Bereich der Informationstechnologie und Massenkommunikation (russisch Федеральная служба по надзору в сфере связи, информационных технологий и массовых коммуникаций, kurz Роскомнадзор/Roskomnadsor) ist die russische Regulierungs-, Aufsichts- und Zensurbehörde für Massenmedien, Telekommunikation und Datenschutz.
Die Behörde betreibt Systeme zur Überwachung der Aktivitäten der russischen Bürger im Internet. Sie kann Medien schließen, die binnen eines Jahres mehr als einen Gesetzesverstoß begehen. Dazu zählen auch Verstöße gegen ein Gesetz, welches das Fluchen in Russland verbietet. So wurde im Juli 2015 in einer Literaturrezension der regierungskritischen Nowaja gaseta ein Wort beanstandet, womit der Zeitung eine Schließung von Amts wegen drohte. Die Behörde bewilligt und beaufsichtigt Massenmedien und kann auch Internetseiten in Russland blockieren lassen.

## Geschichte
Die Behörde mit Dienstsitz in Moskau wurde im Jahr 2008 gegründet. Vorsitzender bis März 2020 war Alexander Alexandrowitsch Scharow; während einer Kampagne gegen Telegram wurden bis zu 10 Millionen IP-Adressen in Russland blockiert. Nach dem Weggang von Scharow auf seinen Posten als CEO von Gazprom Media soll die Anzahl blockierter Webseiten kurzfristig von nahe 20.000 pro Tag auf Null gefallen sein. Dies fiel allerdings mit der COVID-19-Pandemie zusammen. Andrei Lipow, einer der Initiatoren des Souveränen Runet, welches von der Behörde dank eines im November 2019 in Kraft getretenen Gesetzes gefiltert werden kann, wurde im März 2020 zum neuen Direktor ernannt.
Januar 2020 gab die Behörde die Blockierung des E-Mail-Dienstes ProtonMail bekannt. Nachdem Roskomnadsor im Dezember 2019 eine Sperre von mailbox.org beantragt hatte, erklärte Mailbox.org im Januar 2020, dass sie sich in einem Rechtsstreit anwaltlich vertreten lasse, da sie das Vorgehen der Behörde als Bestrebung zur Zensur des Internets betrachtet. Im Februar 2020 zog Roskomnadsor den gegen mailbox.org eingereichten Sperrantrag zurück, nachdem sich mailbox.org einverstanden erklärte, die eigenen, öffentlich einsehbaren, Webimpressum-Daten in das russische Telekommunikationsverzeichnis eintragen zu lassen.
Bei den Protesten in Russland 2021 wurden Videos zur Unterstützung der Demonstrationen über hundert Millionen Mal abgerufen. Roskomnadsor verstärkte ihre Bemühungen, die Online-Mobilisierung zu unterdrücken; sie drohte Social-Media-Unternehmen bei Verbreitung protestbezogener Inhalte Strafen an. Daraufhin strich das chinesische TikTok rund 38 % der Beiträge, in denen zur Teilnahme an den Demonstrationen aufgefordert wurde. Laut Roskomnadsor entfernte auch der US-Konzern YouTube und das russische Netzwerk VK rund 50 % der gekennzeichneten Inhalte. Das zu Facebook gehörende Instagram entfernte laut der russischen Agentur 17 % seiner protestbezogenen Beiträge. Die Agentur sagte, bei den Beiträgen habe es sich um Aufrufe zur „Teilnahme an illegalen Aktionen“ gehandelt.
Nachdem YouTube am 28. September 2021 die deutschen Kanäle von RT DE sperrte, drohte Russland im Gegenzug mit der Sperre von YouTube in Russland.
Im Zusammenhang mit dem Russischen Überfall auf die Ukraine 2022 sperrte Roskomnadsor zahlreiche aus Sicht der Regierung unliebsame Webseiten, so z. B. von Bellingcat, Google News und Bild.de. Mit Programmen zur verschlüsselten Kommunikation über sogenannte virtuelle private Netzwerke (VPN) waren die Internetseiten jedoch weiterhin zu erreichen.
Seit dem 16. Dezember 2022 steht die Behörde auf den Sanktionslisten der EU.